# Gelnhausen
Gelnhausen är huvudstad i distriktet Main-Kinzig-Kreis i Regierungsbezirk Darmstadt i Hessen och belägen 37 kilometer östnordöst om Frankfurt am Main.
Gelnhausen är rik på byggnadsminnen från medeltiden, bland dessa märks rester efter Fredrik Barbarossas kejsarpalats samt det forna rådhuset, båda i senromansk stil, samt Marienkirche från 1200-talet i övergångsstil mellan romansk stil och gotik. Delar av stadsmuren är också bevarade.